# York Landing
York Landing – rezerwat indiański w kanadyjskiej prowincji Manitoba, na brzegu jeziora Split Lake. Należy do York Factory First Nation. W 2016 roku zamieszkany przez 443 osoby. Powierzchnia wynosi 11,18 km².
W York Landing znajduje się lotnisko, obsługiwane przez Perimeter Aviation (połączenie z Thompson).